# Matthieu Ier d'Alexandrie
Matthieu Ier est pape et patriarche orthodoxe d'Alexandrie et de toute l'Afrique de 1746 à 1766.